# إميليو كولون
إميليو كولون (بالإسبانية: Emilio Colón)‏ هو ملحن أمريكي، ولد في 3 نوفمبر 1963 في سان خوان في بورتوريكو.

## وصلات خارجية
- الموقع الرسمي